# 弗來皮
《弗來皮》，又稱推推樂 、福莱皮、頑皮精靈、圍石陣，是由dB-Soft公司制作和出品的動作益智游戏，亦是遊戲系列。1983年首次在家用电脑Sharp X1上发行，之后移植至NECPC-98個人電腦系列和富士通FM系列，1985年移植至MSX和FC游戏机平台。本遊戲僅限於日本發行，從未在其他國家發售（除了捷克，見下列）。後來dB-Soft更推出了更難更進階的續作《弗來皮王》。Game Boy版於1990年發行，名為《弗來皮特別版》同樣都僅限於日本發行。之後的弗來皮系列在Windows、手機及Android平台上都有發行過遊戲。
1989年發行續作《弗來皮2：復活的藍星》，本作除了有新敵人和道具外還有BOSS可挑戰，本作跟原作不同的是採用四分之一視圖來進行遊戲，透過畫面傾斜的形式來表示目前弗來皮的位置，雖然本作的弗來皮有明確表現不受重力影響但移動時畫面也會跟著移動。

## 概要
本遊戲的玩法像倉庫番（Sokoban）、Mr. Do!和巨石衝刺（Boulder Dash）的結合。玩家控制一只像小黄人的地鼠，推动一个藍色發光的石頭將石頭推到指定降落處即可過關，遊戲總共有200關，但部分平台的關卡組成可能會有所不同。有殘機制，當用光所有的命時遊戲就會結束。這時會出現密碼讓玩家去紀錄或決定要不要繼續通關或重頭開始。重力、牆下的縫隙為本遊戲一大要素，遊戲有兩種石頭，棕色石頭和藍色石頭，棕色石頭是可以移動，當移到有石頭的邊圍或牆角就會消滅，當推到底下沒有牆之邊處就會掉落，藍色石頭是弗來皮通關的目標，要將藍色石頭推到降落藍色牆就過關，但要注意兩種石頭也可能會掉在你上面而被壓住，損失一條命。若玩家陷入無法通關的情況，依平台的不同，按特定的按鍵就得損失一條命而重玩本關卡。遊戲有兩個敵人，獨角獸（Unicorns）和埃比拉（Ebira），牠們都不受重力影響，當弗來皮碰到敵人也會損失一條命，獨角獸是隻綠色獨角生物，只會不停重複地左右移動。埃比拉是一隻像紅蟹的生物，若被它見到，它能在水平和垂直的方向追趕弗來皮，而且會跟著弗來皮走過的腳步跟著走。弗來皮可拿睡眠菇使敵人陷入睡眠狀態，就可移動敵人（FC版之後，此前的平台若碰到同樣也會損失一條命），可以將敵人移到縫隙處使石頭通過或將敵人壓住，即可得分。

## 發行平台
| No. | 標題           | 發行日                | 對應平台                                 | 開發商   | 發行商       | 媒體                          |
| --- | -------------- | --------------------- | ---------------------------------------- | -------- | ------------ | ----------------------------- |
| 1   | FLAPPY         | - 日本：1983年        | PC-8801                                  | dB-Soft  | dB-Soft      | 卡捲 磁碟片                   |
| 2   | FLAPPY         | - 日本：1984年        | PC-6001mkII PC-8001mkII FM-7 MSX MZ-1500 | dB-Soft  | dB-Soft      | 卡捲 磁碟片 速磁片（MZ-1500） |
| 3   | FLAPPY         | - 日本：1985年6月14日 | FC遊戲機                                 | dB-Soft  | dB-Soft      | 512千位元ROM卡帶              |
| 4   | FLAPPY         | 1987年1月1日          | PMD_85                                   | VBG Soft | -            | -                             |
| 5   | Flappy Special | - 日本：1990年3月23日 | Game Boy                                 | dB-Soft  | 勝利音樂產業 | 256千位元ROM卡帶              |
| 6   | 月刊FLAPPY     | - 日本：2004年        | NTT Docomo                               | Netfarm  | Netfarm      | 下載販售                      |
| 7   | FLAPPY DX      | - 日本：2005年        | Softbank                                 | Netfarm  | Netfarm      | 下載                          |
| 9   | FLAPPY         | - 日本：2011年        | au/KDDI                                  | Netfarm  | Netfarm      | 下載                          |
| 10  | FLAPPY         | - 日本：2012年        | Android                                  | Netfarm  | Netfarm      | 下載                          |

## 備註
1. ↑  一般通稱原文FLAPPY，標題名為大寫，該名亦是官方名稱。本遊戲沒有一致的中文名，本段落後面那些中文名都是民間譯名，某個來源不明、不可靠的資訊的中文名譯為推推樂，本條目的中文名是以音譯取名